# Escuràs
Escuras (en francès Écuras) és un municipi francès situat al departament del Charente i a la regió de la Nova Aquitània. L'any 2007 tenia 644 habitants.

## Demografia

### Població
El 2007 la població de fet d'Écuras era de 644 persones. Hi havia 294 famílies de les quals 78 eren unipersonals (49 homes vivint sols i 29 dones vivint soles), 126 parelles sense fills, 61 parelles amb fills i 29 famílies monoparentals amb fills.
La població ha evolucionat segons el següent gràfic:
Habitants censats

### Habitatges
El 2007 hi havia 657 habitatges, 302 eren l'habitatge principal de la família, 298 eren segones residències i 57 estaven desocupats. 649 eren cases i 8 eren apartaments. Dels 302 habitatges principals, 255 estaven ocupats pels seus propietaris, 46 estaven llogats i ocupats pels llogaters i 1 estava cedit a títol gratuït; 19 tenien dues cambres, 59 en tenien tres, 82 en tenien quatre i 142 en tenien cinc o més. 261 habitatges disposaven pel capbaix d'una plaça de pàrquing. A 133 habitatges hi havia un automòbil i a 148 n'hi havia dos o més.

### Piràmide de població
La piràmide de població per edats i sexe el 2009 era:
| Homes | Edats   | Dones |
| ----- | ------- | ----- |
| 0     | 95 o +  | 4     |
| 0     | 90 a 94 | 4     |
| 4     | 85 a 89 | 8     |
| 16    | 80 a 84 | 12    |
| 16    | 75 a 79 | 28    |
| 16    | 70 a 74 | 28    |
| 20    | 65 a 69 | 12    |
| 24    | 60 a 64 | 16    |
| 24    | 55 a 59 | 36    |
| 20    | 50 a 54 | 8     |
| 28    | 45 a 49 | 36    |
| 32    | 40 a 44 | 16    |
| 16    | 35 a 39 | 12    |
| 12    | 30 a 34 | 0     |
| 4     | 25 a 29 | 16    |
| 12    | 20 a 24 | 20    |
| 8     | 15 a 19 | 12    |
| 8     | 10 a 14 | 4     |
| 12    | 5 a 9   | 4     |
| 0     | 0 a 4   | 0     |

## Economia
El 2007 la població en edat de treballar era de 391 persones, 227 eren actives i 164 eren inactives. De les 227 persones actives 187 estaven ocupades (109 homes i 78 dones) i 39 estaven aturades (19 homes i 20 dones). De les 164 persones inactives 86 estaven jubilades, 20 estaven estudiant i 58 estaven classificades com a «altres inactius».

### Ingressos
El 2009 a Écuras hi havia 280 unitats fiscals que integraven 602,5 persones, la mediana anual d'ingressos fiscals per persona era de 14.008 €.

### Activitats econòmiques
Dels 27 establiments que hi havia el 2007, 2 eren d'empreses de fabricació d'altres productes industrials, 11 d'empreses de construcció, 5 d'empreses de comerç i reparació d'automòbils, 1 d'una empresa de transport, 4 d'empreses d'hostatgeria i restauració, 1 d'una empresa immobiliària, 2 d'empreses de serveis i 1 d'una entitat de l'administració pública.
Dels 14 establiments de servei als particulars que hi havia el 2009, 1 era una oficina de correu, 1 taller de reparació d'automòbils i de material agrícola, 2 paletes, 2 fusteries, 3 lampisteries, 1 empresa de construcció i 4 restaurants.
L'únic establiment comercial que hi havia el 2009 era una carnisseria.
L'any 2000 a Écuras hi havia 45 explotacions agrícoles que ocupaven un total de 855 hectàrees.

## Equipaments sanitaris i escolars
El 2009 hi havia una escola elemental integrada dins d'un grup escolar amb les comunes properes formant una escola dispersa.

## Poblacions més properes
El següent diagrama mostra les poblacions més properes.